# リチャード・キングソン
リチャード・ポール・フランク・キングソン（Richard Paul Frank Kingson, 1978年6月13日 - ）は、ガーナ・アクラ出身の元同国代表サッカー選手。現役時代のポジションはゴールキーパー。
トルコ国籍も所持していることから、トルコ名で「ファルク・ギュルソイ (Faruk Gürsoy)」とも知られ身分証明書の不備が原因でキングストン (kingston) と頻繁に名前を間違われている。また、同じくガーナ代表でプレーするラリア・キングストンを弟に持ち、こちらの姓であるキングストンは、ガーナのパスポート当局による綴りのミスが原因。

## 経歴

### クラブ
キングソンは、1996年に母国を離れトルコへと渡り、6つの異なるクラブに所属。また、のちにトルコ市民権を取得し、ガラタサライSKのクラブ関係者ファルク・スレン (Faruk Süren) とエルグン・ギュルソイ (Ergun Gürsoy) から名前を取り、トルコ名をファルク・ギュルソイとした。トルコでの最初のクラブは、1996年12月に契約を結んだガラタサライだったが、この時は出場することは叶わずに終わった。しかし、2004-05シーズンに同チームに復帰するとサニジャ・ボル・エラズースポル戦で初出場を果たした。翌シーズンにアンカラスポルに完全移籍をしたが、2005年9月UEFAインタートトカップ 2005のFK ZTSダブニカ戦後のドーピング検査にひっかかり、UEFAから約半年の出場停止を言い渡された。
スウェーデンのハンマルビーIFへ3ヶ月のローンで加入した際のプレーがオールボーBK、マッカビ・テルアビブFC、バーミンガム・シティFCとヨーロッパのクラブから関心を寄せられ、2007年7月4日にバーミンガムへ契約期間2年＋オプション2年で移籍した。同年8月28日のフットボールリーグカップ第3回戦ヘレフォード・ユナイテッドFC戦で移籍後初出場をし、エリック・ブラック代理監督が唯一指揮したポーツマスFC戦（0-2）でリーグ戦初出場を飾るも、出場はこの1試合のみに終わった。シーズン終了後、バーミンガムの共同所有者デヴィッド・サリヴァン (David Sullivan) から、この降格は前監督スティーヴ・ブルースが選定して契約した"ゴミの山"のせいだと非難され、これに対しキングソンは失望と怒りを感じ、"彼のような立場にいる者なら、もう少し分別をもって話すべきだ"と語った。まだ契約は1年を残していたものの、双方合意により契約解除した。
2008年9月16日に前クラブで指導を受けたスティーヴ・ブルース監督率いるウィガン・アスレティックFCへ加入し、ガーナ代表で着用している背番号22を与えられ、FAカップ第3回戦のトッテナム・ホットスパーFC戦 (1-3) で移籍後初出場をした。2009年5月9日のアウェー ウェスト・ブロムウィッチ・アルビオンFC戦で試合開始10分後に負傷したクリス・カークランドに代わりリーグ戦初出場をすると、クリス・ブラントのPKを一旦止めるも、その跳ね返りを同選手に決められ、1-3で敗れた。2009-10シーズン終了に伴い契約満了となったため放出された。
2010年9月に昇格組のブラックプールFCへ加入し、11月10日のアストン・ヴィラFC戦 (2-3) で移籍後初出場を果たした。その後、正GKのマシュー・ギルクスが負傷したことで暫くゴールマウスを守っていたが、終盤戦に復帰したギルクスにポジションを明け渡してしまい、さらに同シーズン終了後にクラブは降格し、キングソンは同僚数人と共に放出された。ブラックプール退団後は、エル＝ハッジ・ディウフと共に古巣ウィガンの訓練に参加している。
2015年2月15日、古巣であるアクラ・グレート・オリンピックスと1年契約を交わしたことが発表された。

### 代表

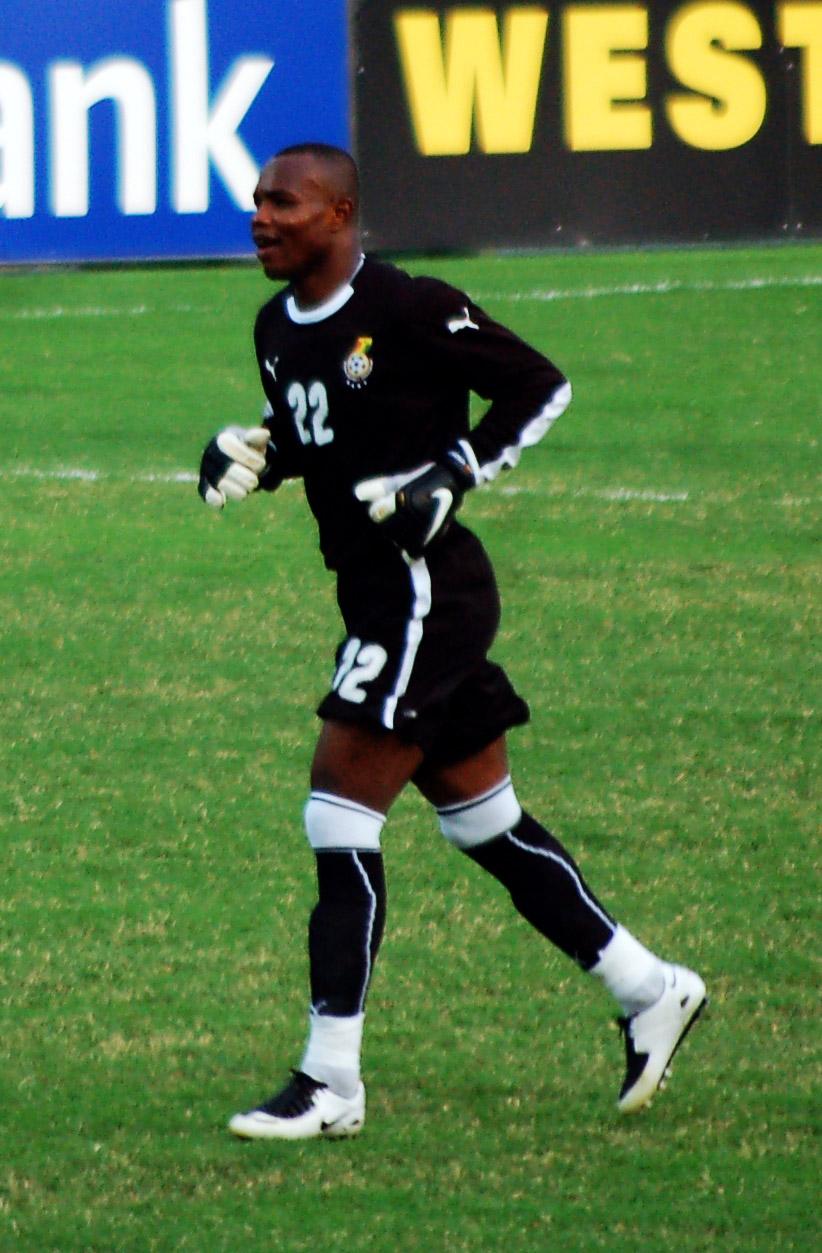
アフリカネイションズカップ2008ベスト8のナイジェリア戦に勝利した際のキングソン。

ガーナ代表史上初出場となった2006 FIFAワールドカップは、当初サミー・アジェイが正GKに指名されていたものの、本大会直前の親善試合でポジションを奪うことに成功し、以降正GKとして活躍。2012年にキングソンは同大会のチェコ戦前に0-2で負けるように報酬30万ドルで八百長を持ちかけられ、拒否していたことを明かした。なお、この試合はアサモア・ギャンとサリー・ムンタリの得点でガーナが2-0で勝利している。
アフリカネイションズカップでは、2008年・2010年とオールスターチームに選出される活躍を見せているが、惜しくも両大会共にエジプト代表GKエサム・エル＝ハダリの控えとしての位置づけとなっている。
2008年8月20日のタンザニアとの親善試合で、1-0とリードされている中で試合終了間際のFKのチャンスに攻め上がり、頭で得点を決めた。
2010 FIFAワールドカップの初戦では、ウィガン・アスレティックでの同僚ヴラディミル・ストイコヴィッチがゴールを守るセルビア戦で先発に選ばれ、1-0の無失点勝利に貢献した。次戦のオーストラリア戦で11分にマーク・ブレッシアーノの長距離FKに対しキャッチミスを犯し、こぼれ球に詰め寄ったブレット・ホルマンに先制点を挙げられたが、最終的に1-1で引き分けた。グループステージ最終戦のドイツ戦で0-1と敗れたことでオーストラリアに勝ち点で並ばれるものの得失点差で決勝ステージに駒を進めた。ベスト16のアメリカ戦 (2-1) 後にトルコ航空がスポンサードを務めるGoal.comが選定する同試合の最優秀選手に選出された（なお、FIFA公式ではアンドレ・アイェウが選出されている）。チームは準々決勝のウルグアイ戦で延長戦終了間際に決定機をつくるもルイス・スアレスに手で止められ、このスアレスの行為によりPKを得たが、ギャンが外してしまい1-1の引き分けとなった。それから、PK戦に突入するもジョン・メンサーとドミニク・アディアーが外し、アフリカ大陸初のベスト4に駒を進めることが出来ずに敗退した。

## 代表歴

### 出場大会
- ガーナ代表
  - 2006 FIFAワールドカップ
  - 2010 FIFAワールドカップ

### 試合数
- 国際Aマッチ 91試合 1得点（1996年-2011年）[30]

| ガーナ代表 | 国際Aマッチ | 国際Aマッチ |
| 年         | 出場        | 得点        |
| ---------- | ----------- | ----------- |
| 1996       | 6           | 0           |
| 1997       | 2           | 0           |
| 1998       | 4           | 0           |
| 1999       | 5           | 0           |
| 2000       | 9           | 0           |
| 2001       | 2           | 0           |
| 2002       | 1           | 0           |
| 2003       | 0           | 0           |
| 2004       | 1           | 0           |
| 2005       | 0           | 0           |
| 2006       | 10          | 0           |
| 2007       | 7           | 0           |
| 2008       | 15          | 1           |
| 2009       | 8           | 0           |
| 2010       | 16          | 0           |
| 2011       | 5           | 0           |
| 通算       | 91          | 1           |